# ام‌مارکت

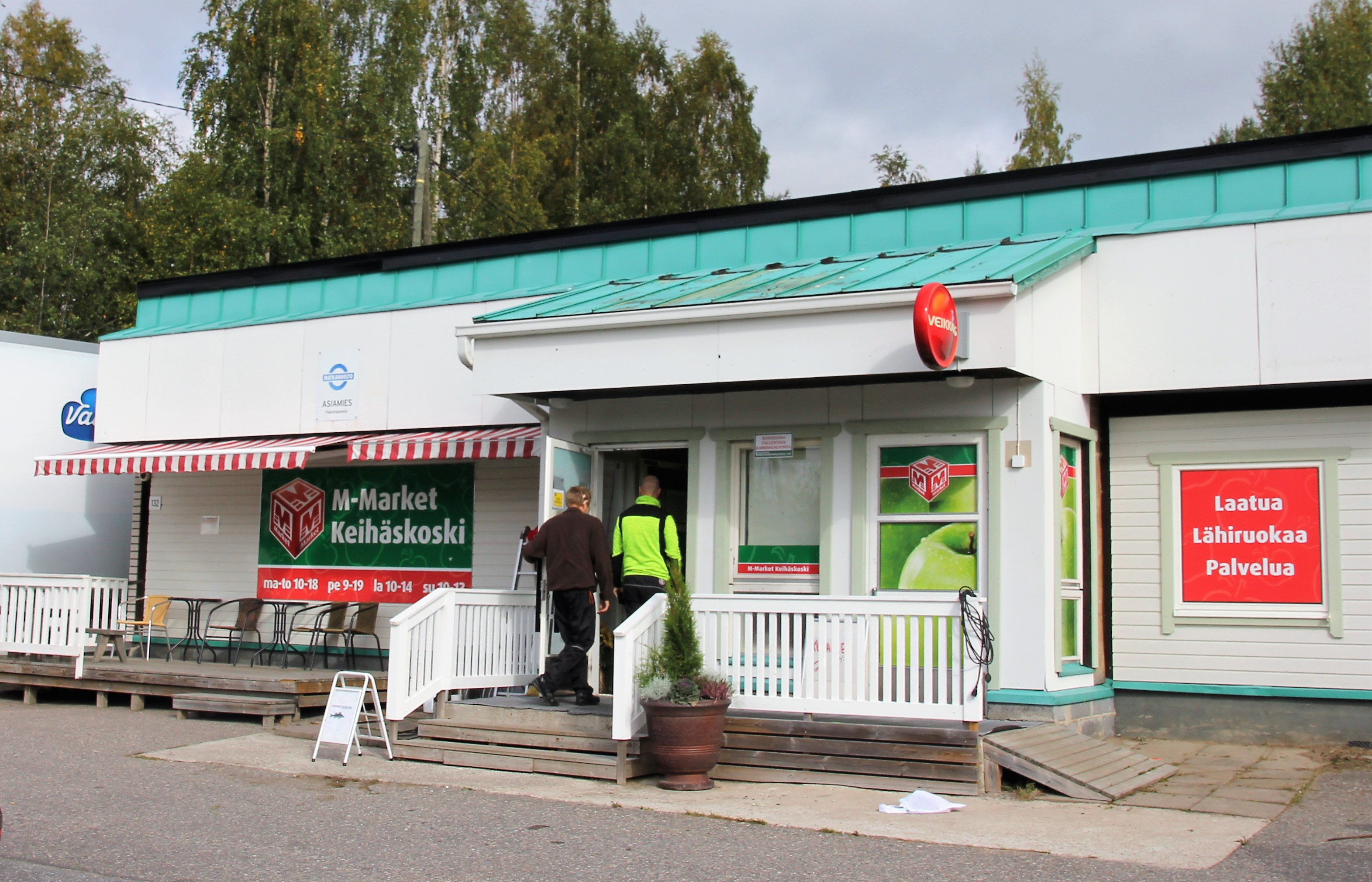
ام‌مارکت کیهسکوکی در سوونیمی, کوئوپیو.

ام‌مارکت (انگلیسی: M-Market، فنلاندی: M-ketju، ت. «M-chain»)) یک فروشگاه زنجیره‌ای سوپری فنلاندی است. این فروشگاه زنجیره‌ای در سال ۲۰۰۶ توسط خرده‌فروشان مستقل تأسیس شد که در نتیجه همکاری بین خرده‌فروشانی که با فروش اسپار به گروه اس مخالف بودند و از این فروشگاه زنجیره‌ای استعفا دادند، ایجاد شد.
فروش مواد غذایی زنجیره ام (شامل کالاهای نهایی) در سال ۲۰۱۵ تقریباً ۹۸ میلیون یورو بود، زمانی که سهم بازار این زنجیره از تجارت مواد غذایی فنلاند در مجموع ۰.۶٪ تخمین زده شد. فروشگاه‌های زنجیره‌ای ام تقریباً ۲۰۰ تا ۲۵۰۰ متر مربع مساحت دارند. شریک اصلی لجستیک زنجیره M، Wihuri Oy (که قبلاً تا سال ۲۰۱۸ Tuko Logistics نام داشت) است و با حدود صد شریک دیگر قراردادهای تأمین‌کننده خود را دارد. تمام فروشگاه‌های زنجیره‌ای ام نیز تحت یک سازمان بازاریابی چتری به نام M Itsenäiset Kauppiaat Oy گروه‌بندی شده‌اند.
اولین فروشگاه‌های ام‌مارکت در ابتدای سال ۲۰۰۶، زمانی که ۱۶ فروشگاه به این زنجیره پیوستند، درهای خود را گشودند. در آغاز سال ۲۰۰۷، این فروشگاه زنجیره‌ای ۵۰ فروشگاه داشت. وقتی فروشگاه‌های زنجیره‌ای سیوا در سال ۲۰۱۷ فروخته شدند، ۱۴ فروشگاه جدید به زنجیره ام اضافه شد. امروزه، این زنجیره حدود ۵۰ فروشگاه دارد.